# Lázár Jenő (gyógyszerész)
Lázár Jenő (Déva, 1906. december 2. – Budapest, 1983. január 3.) gyógyszerész. Az Országos Szakgyógyszerészképesítő Vizsgabizottság elnöke volt.

## Életpályája
1930-ban diplomázott a szegedi Ferenc József Tudományegyetemen. 1930–1945 között szegedi patikákban volt alkalmazott, majd gyógyszertárbérlő. 1945–1950 között a szegedi Országos Társadalombiztosító Intézet gyógyszertárvezetője volt. 1952–1953-ban főgyógyszerész volt a Csongrád megyei Vállalatnál. 1953–1957 között Pest megyei főgyógyszerész volt. 1957–1973 között az Egészségügyi Minisztérium Gyógyszerészi és Műszerügyi Főigazgatóságának vezetője volt. 
A szaklapokban több cikke jelent meg.

## Díjai, elismerései
- Kazay Endre-emlékérem (1970)
- Than Károly-emlékérem (analitikai, gyógyszerész) (1972)